# 詹姆斯·蒙哥马利

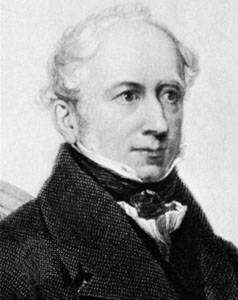
詹姆斯·蒙哥马利

詹姆斯·蒙哥马利（James Montgomery，1771年11月4日—1854年4月30日），英国编辑、诗人。

## 生平
1771年11月4日，詹姆斯·蒙哥马利出生在苏格兰愛兒郡的欧文（Irvine，Ayrshire），是摩拉维亚弟兄会传教士的儿子，父母在他年幼时前往西印度群岛传教，并死在那里。他就读于利兹的帕德西附近福內克的摩拉维亚弟兄会学校。他未能毕业，成为面包店学徒，1792年3月，谢菲尔德的约瑟夫·格爾斯先生 clerk to 招收他为'Sheffield Register'报社工作。1794年7月4日，他将报社更名为《谢菲尔德鸢尾》（Sheffield Iris），曾经两次入狱（1795年和1796年，为他所负责的政治文章）。1797年，他发表《狱中娱乐》（Prison Amusements），但是他第一部引人注目的作品是《瑞士的流浪者》（The Wanderer of Switzerland，1806年）。此后又陆续发表了《西印度群岛》（1809年）、《大洪水之前的世界》（1812年）、《格陵兰》（1819年）、《鹈鹕岛》（1828年），所有这些作品都相当富有想象力和叙述能力，但根据文学分析家认为，缺少力量和热情。他本人预计，他的名字将通过他的圣诗长存。他的判断是准确的，其中一些诗歌，例如“永遠與主同在”（Forever with the Lord）、“頌贊受膏的基督”（Hail to the Lord's Anointed）、"Angels from the Realms of Glory和“禱告乃是深處所願”（Prayer is the Soul's Sincere Desire），在整个英语世界传唱。可能是他最有名的诗是 纪念阿诺德·温克里德（Arnold Winkelried） 和"A Poor Wayfaring Man of Grief".蒙哥马利是一位慈善的人，各种形式的非正义和压迫的对手，每次福利运动的朋友。他的美德获得广泛认同。

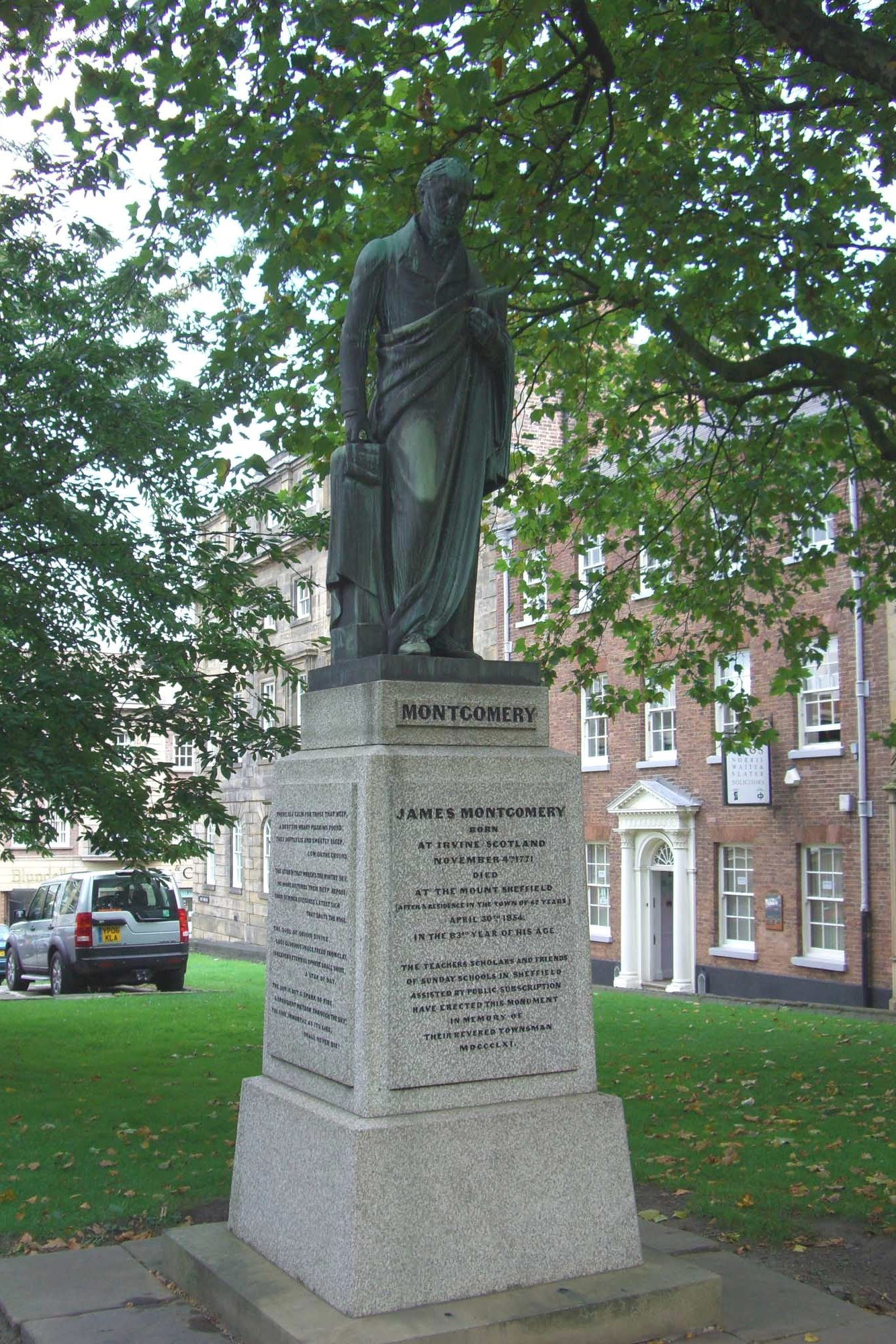
詹姆斯·蒙哥马利雕像，谢菲尔德座堂庭院

## 著作
- A Poets Portfolio Or,Minor Poems:In Three Books(1835) Kessinger Publications 2009 ISBN 978-1-4374-6337-8

## 诗歌
- There is a winter of my soul,/The winter of despair;/

O when shall spring its rage control?/When shall the snowdrop blossom there ?

## 圣诗
- God is my strong salvation;/What foe have I to fear?/In darkness & temptation/My light,My help is near.[3]